# Czesław Ryszka

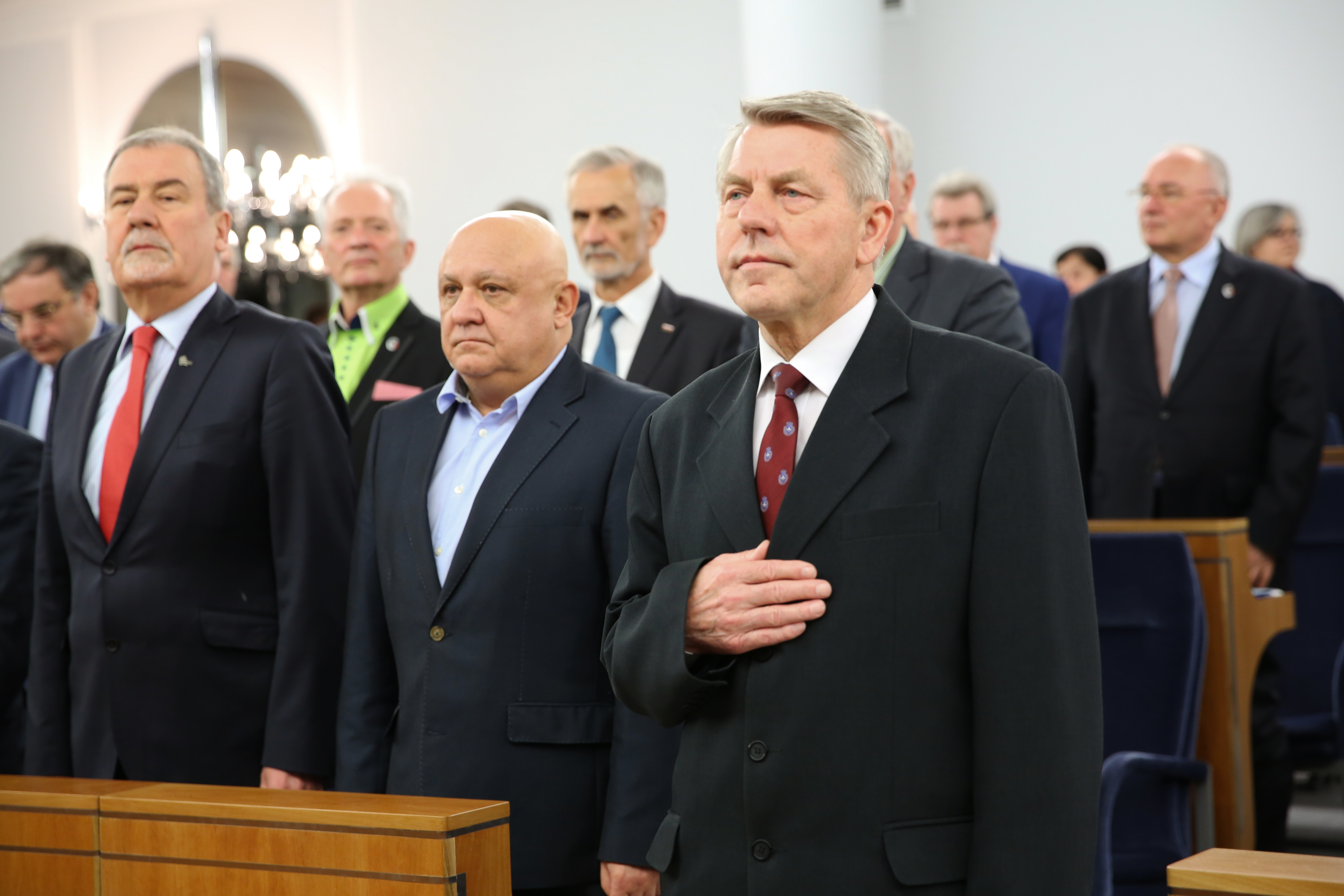
Czesław Ryszka składający ślubowanie podczas 71. posiedzenia Senatu (2015)

Czesław Wincenty Ryszka (ur. 3 lipca 1946 w Goławcu) – polski dziennikarz, publicysta i pisarz katolicki, polityk, poseł na Sejm III kadencji, senator VI, VII, VIII i IX kadencji.

## Życiorys
W 1972 ukończył studia na Wydziale Teologicznym, a dwa lata później na Wydziale Humanistycznym Katolickiego Uniwersytetu Lubelskiego. Od 1974 do 1975 był pracownikiem naukowym Zakładu Badań nad Literaturą Religijną KUL, następnie do 1982 był członkiem redakcji tygodnika „Gość Niedzielny”. Później do 1992 kierował działem w tygodniku „Katolik”. W 1993 został dziennikarzem, a następnie publicystą „Niedzieli”. Jest także publicystą Radia Maryja. Napisał około 50 książek poświęconych tematyce społeczno-religijnej.
Jest kawalerem Zakonu Rycerskiego Grobu Bożego w Jerozolimie oraz laureatem Nagrody im. Sługi Bożego Jerzego Ciesielskiego – Ojca Rodziny.
Od 1997 do 2001 zasiadał w Sejmie III kadencji z ramienia Akcji Wyborczej Solidarność. W 2001 bez powodzenia ubiegał się o reelekcję. Należał do Zjednoczenia Chrześcijańsko-Narodowego. W wyborach parlamentarnych w 2005 został wybrany na senatora VI kadencji z ramienia Prawa i Sprawiedliwości w okręgu częstochowskim. Jego mandat wygasł 19 grudnia 2005 w wyniku podjęcia przez Sąd Najwyższy 15 grudnia 2005 uchwały o nieważności wyborów do Senatu w tym okręgu z powodu błędów na kartach do głosowania. 22 stycznia 2006 ponownie został wybrany w powtórzonych wyborach. Objął funkcję wiceprzewodniczącego Komisji Kultury i Środków Przekazu. Wszedł również w skład Komisji Spraw Emigracji i Łączności z Polakami za Granicą. W wyborach parlamentarnych w 2007 po raz drugi uzyskał mandat senatorski, otrzymując 74 991 głosów. W trakcie kadencji wstąpił do PiS.
W wyborach parlamentarnych w 2011 był ponownie kandydatem PiS do Senatu w okręgu wyborczym nr 68, nie uzyskując reelekcji. W wyniku wyborów uzupełniających z lutego 2015 (przeprowadzonych w okręgu wyborczym nr 75) powrócił w skład Senatu, zastąpił w nim Elżbietę Bieńkowską. W wyborach z października 2015 został ponownie wybrany na senatora w tym samym okręgu. W 2019 nie został wybrany na kolejną kadencję.
W 2019 na antenie Radia Warszawa stwierdził, że wystąpienie Marcina Lutra było pierwszą totalitarną ideologią czasów nowożytnych i doprowadziło do wojny stuletniej oraz trzydziestoletniej. Wypowiedź tę skrytykował zwierzchnik Kościoła Ewangelicko-Augsburskiego biskup Jerzy Samiec.

## Odznaczenia
W 2020 prezydent RP Andrzej Duda odznaczył go Krzyżem Komandorskim Orderu Odrodzenia Polski.

## Życie prywatne
Jest żonaty z Elżbietą. Ma troje dzieci.

## Wyniki wyborcze
| Wybory | Komitet wyborczy    | Komitet wyborczy                   | Organ             | Okręg           | Wynik           |
| ------ | ------------------- | ---------------------------------- | ----------------- | --------------- | --------------- |
| 1997   |                     | Akcja Wyborcza Solidarność         | Sejm III kadencji | nr 15           | 13 652 (3,91%)  |
| 2001   |                     | Akcja Wyborcza Solidarność Prawicy | Sejm IV kadencji  | nr 32           | 6348 (2,27%)    |
| 2005   |                     | Prawo i Sprawiedliwość             | Senat VI kadencji | nr 27           | 42 794 (23,99%) |
| 2006   | 20 193 (45,79%)     | Prawo i Sprawiedliwość             | Senat VI kadencji | nr 27           |                 |
| 2007   | Senat VII kadencji  | Prawo i Sprawiedliwość             | 74 991 (29,25%)   | nr 27           |                 |
| 2011   | Senat VIII kadencji | Prawo i Sprawiedliwość             | nr 68             | 33 313 (26,23%) |                 |
| 2015   | Senat VIII kadencji | Prawo i Sprawiedliwość             | nr 75             | 8541 (56,57%)   |                 |
| 2015   | Senat IX kadencji   | Prawo i Sprawiedliwość             | nr 75             | 54 718 (50,48%) |                 |
| 2019   | Senat X kadencji    | Prawo i Sprawiedliwość             | nr 75             | 61 823 (49,07%) |                 |

## Publikacje
- Pełnia czasu, Instytut Wydawniczy „Pax”, Warszawa 1979.
- Milczący obecny i inne szkice o pisarzach katolickich, Ksiegarnia Świętego Jacka, Katowice 1984.
- Pisane w Asyżu, Wydawnictwo Ojców Franciszkanów, Niepokalanów 1985.
- Być pielgrzymem, Wydawnictwo Świętego Krzyża Opole 1986.
- Kto się lęka papieża, Wydawnictwo Wrocławskiej Księgarni Archidiecezjalnej, Wrocław 1989.
- Od Ostrej Bramy po Fatimę, Wydawnictwo Apostolstwa Modlitwy, Kraków 1990.
- Pytanie o Medziugorje, Wydawnictwo Księży Marianów MIC, Warszawa 1992.
- Papież końca czasów, Oficyna Wydawnicza 4K, Bytom 1995.
- Śląski Asyż: kościół i klasztor Ojców Franciszkanów w Panewnikach, „Pokój i Dobro”, Kuria Prowincjalna Franciszkanów, Katowice 1998.
- Na tropach Boga. Przygoda z literaturą XX wieku, Homo Dei, Kraków 1999.
- Odzyskana wielkość. Opowieść o Bogdanie Jańskim (1807–1840), założycielu Zgromadzenia Zmartwychwstańców, Alleluja Wydawnictwo Zmartwychwstańców, Kraków 1999.
- Dom na skale. Jan Paweł II do polskich rodzin w czerwcu 1999 roku, Fundacja Vita Familiae, Oficyna Wydawnicza 4K, Warszawa-Bytom 1999.
- Solidarny w miłości. Bł. Edmund Bojanowski (1814–1871), Zgromadzenie Sióstr Służebniczek NMP, Oficyna Wydawnicza 4K, Wrocław-Bytom 2000.
- Prosto z Sejmu, Kuria Metropolitalna w Częstochowie, Tygodnik Katolicki „Niedziela”, Częstochowa 2000.
- Prymas na trudne czasy, Edycja Świętego Pawła, Częstochowa 2001.
- Życie i cuda polskich świętych kanonizowanych i beatyfikowanych przez Jana Pawła II (współautor), Oficyna Wydawniczo-Poligraficzna „Adam”, Warszawa 2001.
- Jan Paweł II Wielki, Edycja Świętego Pawła, Częstochowa 2002.
- Ocalić wartości. Różaniec z Janem Pawłem II, Edycja Świętego Pawła, Częstochowa 2002.
- Upragniona świętość. Bł. Sancja Janina Szymkowiak, Kraków 2002.
- Jasnogórska opowieść, Paulinianum, Częstochowa 2003.
- Przeor Kordecki (1603–1673), Paulinianum, Częstochowa 2003.
- Z polskiej Fatimy (współautor), Poligrafia Salezjańska, Kraków 2004.
- Prosto i jasno z Senatu. Po dwóch latach, Poligrafia Inspektoratu Towarzystwa Salezjańskiego, Częstochowa-Kraków 2007.
- Prałat Grzegorz Augustynik. Twórca Perły Zagłębia, Parafia Rzymskokatolicka pw. NMP Anielskiej, Dąbrowa Górnicza 2009.
- Niechciany krzyż, Wydawnictwo Salwator, Kraków 2010.
- Bł. ksiądz Jerzy Popiełuszko. Tajemnica życia i śmierci, Wydawnictwo Salwator, Kraków 2010.
- Widziane z Senatu, Goldpress, Częstochowa 2010.
- Idzie wierna Warszawa. 300 lat Warszawskiej Pielgrzymki Pieszej, Paulinianum, Częstochowa 2010.
- Świe̜ty XXI wieku Jan Paweł II, Wydawnictwo Salwator, Kraków 2011.
- U boku Jasnogórskiej Matki. 50-lecie kapłaństwa Ojca Mariana Lubelskiego (współautor), Paulinianum, Częstochowa 2011.
- Kto z Bogiem, a kto z diabłem, Wydawnictwo Biały Kruk, Kraków 2019.
- Prymas Wyszyński. Ojciec ojczyzny, Wydawnictwo Biały Kruk, Kraków 2020.
- Drabina do nieba. Dzieje różańca, Wydawnictwo Biały Kruk, Kraków 2020.
- Sanktuaria polskie, Wydawnictwo Biały Kruk, Kraków 2021.
- Wiara i ofiara. Życie, dzieło i epoka św. Maksymiliana M. Kolbego, Wydawnictwo Biały Kruk, Kraków 2021.